# Sirventes

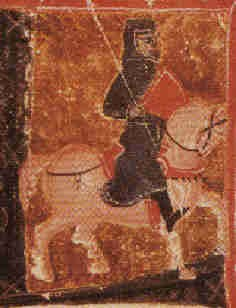
Bertran de Born, uno dei maestri del sirventes politico.

Il termine occitano sirventes o serventes (in occitano moderno sirventés, in lingua d'oil serventois, spesso italianizzato in sirventese o serventese) indica un genere della poesia lirica occitana, ovvero, della letteratura provenzale o trobadorica,  dal punto di vista formale somigliante alla canzone (canzo in lingua d'oc). Si tratta di poemi di circostanza, spesso satirici, che possono trattare temi morali, politici o letterari.

## Etimologia
Il termine sirventes (serventes o servantes) deriva dal provenzale sirvent, un mercenario al servizio di un signore feudale. Quindi l'intento originario di questo genere di composizione, fosse essa cantata dal menestrello o composta dal trovatore, era quello di lodare o criticare il signore a cui si prestava servizio.

## Classificazione
Martín de Riquer, scrittore spagnolo ed esperto di filologia romanza, ha diviso il serventes in quattro categorie:
- Morale: diretto contro la decadenza dei costumi cavallereschi, la corruzione del clero ecc. Fu coltivato da Marcabruno, Peire de Bussignac e Peire Cardenal.
- Politico: narra di rivalità fra feudatari, critica istituzioni come la monarchia, la santa inquisizione o il Papa. Altrettanto spesso tratta il tema delle crociate. Il massimo esponente di questa categoria è Bertrand de Born.
- Letterario: critica le opere di altri trovatori. Fu coltivato da Peire d'Auvergne e dal Monaco di Montaudon. All'interno di questo tipo esiste una variante, il sirventés-ensenhamen, in cui il trovatore si rivolge a uno joglar per spiegargli quale repertorio deve conoscere.
- Personale: si tratta di invettive contro i nemici del trovatore. Fu coltivato, tra gli altri, da Bertran de Born e Guilhem de Berguedà.

## In Francia
I sirventes di Peire Cardenal raffigurano la corruzione, l'orgoglio e la cupidità dei preti dell'epoca con un'energia spaventosa. Alcuni brani hanno acquisito l'importanza di veri e propri manifesti politici: erano, come li ha qualificati Villemain, « i documenti diplomatici del tempo ». Sparsi per i castelli, annunciavano ai signori le guerre imminenti, le rispettive lagnanze delle fazioni; incitavano alla crociata, favorendo inoltre fortemente le predicazioni religiose, diventando dei veri e propri canti di guerra, come le composizioni di uno dei maestri del sirventes politico, Bertran de Born, in cui la poesia affronta temi talvolta violenti come quando canta le gioie della guerra.
Queste composizioni, nelle quali vi è più violenza che energia, ci informano delle idee e dei costumi dell'epoca che le hanno prodotte, anche se dobbiamo stare attenti alle esagerazioni introdotte possibilmente dai risentimenti personali.
I sirventes non erano pertanto sempre satirici e comprendevano tutti gli argomenti che non appartenevano alle canzoni d'amore.
I trovieri hanno preso in prestito questo genere di composizione dai trovatori dandogli il nome di « serventois » in lingua d'oïl.

## Nella penisola iberica
Nella lirica galiziano-portoghese, ha una funzione simile al sirventés la cosiddetta Cantiga de escárnio e maldizer. Anche il decir della poesia castigliana del secolo XV si relaziona con il sirventes provenzale.
Il serventesio della metrica castigliana ha la sua origine nel sirventes provenzale, in quanto la combinazione ABAB era molto utilizzata nella letteratura trobadorica.

## In Italia
Il serventese, detto anche sirventese o sermentese, nella metrica italiana, è un componimento strofico sorto intorno al XIII e XIV secolo, che utilizza schemi e argomenti vari, anche se preferisce quelli a carattere didascalico e narrativo.